# CMYK

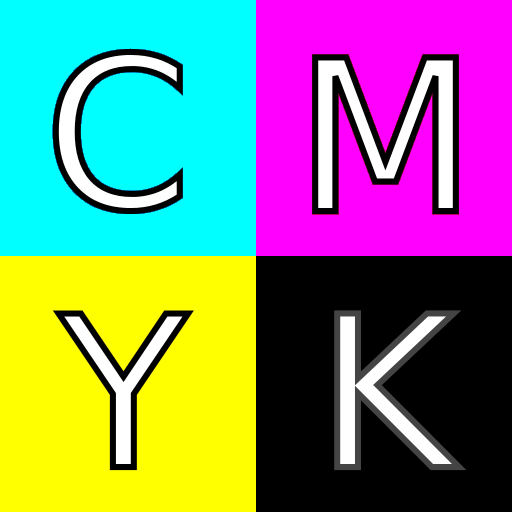
Cyan, Magenta, gul (Yellow) och svart (Key colour)

När CMYK-modellens primärfärger cyan, magenta och gult blandas i full styrka får man sekundärfärgerna rött, grönt och blått. En blandning av alla färger ger teoretiskt sett svart, men i tryck mest mörkt grått.

CMYK är en färgmodell för fyrfärgstryck. Förkortningen står för de i den subtraktiva färgblandningen använda primärfärgerna Cyan, Magenta och gul (Yellow), med tillägg av svart (Key [colour], ibland uttytt som Black) för tillräcklig svärta.

## Fyrfärgstryck
CMYK-modellen används vid blandning av färg som läggs på papper eller annat material, det vill säga synliggörs genom reflekterat ljus där de återgivna färgerna beror på absorption av delar av det reflekterade ljusets färgspektrum. Till exempel ger en blandning av gul färg, som absorberar blått, och magenta, som absorberar grönt, en röd färg. Detta kallas subtraktiv färgblandning. Vid tryckning förutsätter detta att de olika färgskikten är transparenta.
Som bildbetraktare kan man därutöver, som i alla bilder, uppleva en typ av optisk färgblandning, på engelska i detta fall kallad additive-averaging mixing (till skillnad från additive mixing, additiv färgblandning), då tillräckligt närliggande färgpunkter upplevs som en samlad färgpunkt i en tredje, blandad färg. För att åstadkomma ett stort färgomfång (colour gamut) i bilden använder trycktekniken en kombination av subtraktiv blandning, där punkterna överlappar varandra, och optisk blandning, där olikfärgade punkter trycks bredvid varandra. 
I teorin skulle en blandning av lika delar av de tre primärfärgerna cyan, magenta och gul bli svart, men i praktiken blir det en mörkgrå ton. För att få god svärta, och god skärpa i text, så används vid tryck även svart färg. Ett ekonomiskt motiv för den fjärde färgen är att det går åt mindre bläck att återge mörka ytor när man tillför svart och därmed använder mindre av de tre andra färgerna.
Europaskalan är en färgstandard för offsettryck enligt CMYK-systemet.

## RGB och CMYK
Till exempel TV- och datorskärmar arbetar däremot med emitterat ljus och visar färger i RGB-modell, med den additiva färgblandningens tre primärfärger: rött, grönt och blått. En bild skapad i datorns RGB-modell måste därför omarbetas till en CMYK-bild inför utskrift, vilket ofta sker automatiskt genom skrivarens mjukvara, men för vissa tryckarbeten bör man själv förbereda en färdig CMYK-bildfil.

## Andra färgsystem för tryck
Det finns färgsystem för tryck med fler än fyra primärfärger. Bland annat:
- CcMmYK - 6 färger (cyan, ljus cyan, magenta, ljus magenta, gul och svart)
- Pantone Matching System - varierande antal färger

## Processfärg
En processfärg är en färg som skapas genom att CMYK-färgerna cyan, magenta, gul och svart blandas.